# ストリートファイターII
『ストリートファイターII』（ストリートファイターツー、Street Fighter II）は、カプコン制作の対戦型格闘ゲームであり、『ストリートファイター』の続編にあたる。サブタイトルも含めたタイトル名は『ストリートファイターII -The World Warrior-』。通称『ストII』（ストツー）。
1991年3月7日より、アーケードゲーム基板CPシステム用ゲーム第14弾として稼働を開始した。
本作は攻撃の強弱を別ボタンに分け、それらの組み合わせによるコマンド入力によって技を出せるシステムを確立したことで『ストリートファイター』からゲーム性が大幅に変化した。このことについて西谷は「『対戦する』ことがプロジェクトの発端であった」と証言している。
アーケードゲームとして登場して以来、爆発的ヒットを記録したことで対戦型格闘ゲームブームを引き起こした。また家庭用ゲーム機への移植が行われたことで、家庭で好きなだけ遊べるようになり、ブームに拍車をかけ、特にスーパーファミコン版は国内販売本数約288万本、世界累計販売本数630万本を記録している。
その後は多くの続編が発売され、またゲーム以外にもアニメ、実写映画、漫画、ドラマCDなどの幅広いメディアミックス展開が行われた。

## ゲームシステム
一対一の近接格闘を主体とした本作は、先に相手の体力を0にした方が勝利となり、3ラウンド中で2ラウンド先取するとその相手を倒したことになる。
各ラウンドには時間制限があり、残り時間がなくなると強制的にラウンドが終了し、残り体力の多い方がラウンドの勝利者となる。残り体力が全く同じ場合や、互いの攻撃が同時に当たってお互いの体力が0より減った場合（相打ち）は引き分けとなる。その際、前者はドロー（Draw Game）、後者はダブルK.O.（Double K.O.）とそれぞれ表示される。3ラウンド目が終了した時点でどちらも2本取っていなければ、ファイナルラウンドとして4ラウンド目が行われる（『II』のみ10ラウンドまで延長可能）。ファイナルラウンドでも引き分けになった場合は両者ゲームオーバーとなる。
1人用のCPU戦では、各ステージが世界地図として表示され、ステージを転戦しながらゲームを進めていく。また、同モードでは、3人を倒すごとに車、樽、ドラム缶を破壊するボーナスステージが挿入される。スコアの下二桁はコンティニュー回数を測る役割があり、ゲーム内で加算される得点は100点単位以上となる。
本作のシステムやルールの一部は、前作『ストリートファイター』をもとにしており、たとえば1レバー+6ボタンという操作体系は同作のテーブル筐体に由来している。レバーはキャラクターの移動やジャンプ、しゃがみに用いられている。一方、6つのボタンはパンチとキックに割り振られており、それぞれ弱・中・強の三段階に分かれている。このほかにも相手をつかんで投げる動作も存在する。その一方で、『ストリートファイター』では隠し要素だったレバーとボタンの入力による必殺技の発動は、本作において基本的なシステムとして組み込まれた。また、本作においては通常技をヒットした瞬間に必殺技のコマンド入力に成功した後、通常技の動作が取り消されて必殺技が発動される「キャンセル」という要素が誕生した。
プレイアブルキャラクターが前作よりも増えた分、戦闘スタイルや必殺技、さらには相手に追い打ちをかける連続技（コンボ）も多様化した。

## 登場キャラクター
プレイヤーが使用可能なキャラクターは以下の8人。リュウとケンは前作から登場しているので、本作から6人の使用キャラクターが追加されている。
- リュウ（RYU）
- ケン（KEN）
- エドモンド本田（E.HONDA）
- 春麗（CHUN-LI）
- ブランカ（BLANKA）
- ザンギエフ（ZANGIEF）
- ガイル（GUILE）
- ダルシム（DHALSIM）

また、対コンピュータ戦で敵として現れるプレイヤーが選択可能なキャラクター（『II』では自キャラクター以外の7人、『II'』以降は8人）を全て倒すと、以下の4人が順番に登場する。前作の最終ボスであるサガットは本作では最後の中ボスとして登場する。
- M・バイソン（M.BISON）
- バルログ（BALROG）
- サガット（SAGAT）
- ベガ（VEGA）

これら4人のボスキャラクターは「四天王」と呼ばれ、続編の『II'』でプレイヤーキャラクターとしての調整を加えた上で使用可能になった。

## 開発

### 背景・企画
ゲームデザイナー兼ディレクターのNINこと西谷亮は、初代『ストリートファイター』（大型筐体）の開発バージョンを遊んだ際、感圧式ボタンを叩く強さで攻撃の強弱をつける操作体系や、ジャンプの重さなどを気にしており、この問題を改善したいと考えていた。
一方、初代『ストリートファイター』がアメリカで人気を博しており、現地法人から続編のオファーを受けたカプコンはそのつもりで西谷らに『ファイナルファイト』を作らせるも結局は別物になってしまったため、初代『ストリートファイター』における対戦要素を発展させる形に切り替えた。
『ストリートファイターII』を作りたいと発案したのはあきまんであり、「『ストリートファイターII』は誰かが作らなければならなかった」「当時は異種格闘技のはしりのようなタイミングで、『タイガーマスク』『あしたのジョー』『空手バカ一代』など世界の人と戦うマンガやアニメはあったが、それがたまたまゲームにはあまりなかった」と語っている。
あきまんによると『ストリートファイターII』の草案は『ファイナルファイト』の前からすでにあったが、ロムが用意できない問題から時間稼ぎとして容量を抑えられる『ファイナルファイト』が作られたという。草案にはすでにプレイヤーキャラクター8人の原型ができていた。
西谷亮は、初代『ストリートファイター』のディレクターである西山隆志からは特にアドバイスもなく、岡本吉起からは自由にやるように言われたとゲーム文化保存研究所・所長の大堀康祐との対談の中で明かしている。

### システム構築
本作のシステムは、『ファイナルファイト』で得た知見や西谷たちが遊んできたゲームをヒントに構築されており、たとえば、操作性やボス戦は西谷らが遊んできた『ゲットスター』の影響を受けている。
開発初期の段階では、弱キックに相当する動作がなく、空振りした場合は技と技の間に沈黙が流れてしまっており、西谷は自分でテストプレイをしていて気持ち悪かったため、『ファイナルファイト』の連続技をヒントに技の途中を省略して連続技として成立させるようにしたところ爽快感が出たため、弱キックの実装につながった。
当初は初代『ストリートファイター』（大型筐体）と同様に、感圧スイッチを用いた2ボタンの操作体系にする予定だったが、様々な案が出た末に、同作のテーブル筐体をもとにした6ボタン+ジョイスティックという操作体系に決まった。
『ストリートファイター』では隠し要素だった必殺技は本作においては基本的なシステムとして導入された。必殺技を出しやすくするため、「通常技が出掛けたところを必殺技で上書きできる」（つまり、コマンドとボタンの入力に若干のタイムラグがあっても必殺技を発動できるようにする）という設定がゲーム全体に対して施された。その結果、設定フレームよりも発生が速い通常技が当たった後でも必殺技で上書きできるようになった。これは開発者の意図せぬ動作（バグ）だったために修正する予定であったが、最終的にこの方が面白いと判断され、「キャンセル」としてシステム化された。
また、攻撃が当たった際に双方の動きが一瞬止まる「ヒットストップ」は、『脱獄』（1988年）で飛び蹴りをした時の引っ掛かりをヒントに取り入れられた。さらに、「ガード」の概念は、『R-TYPE』（1987）におけるフォースをヒントに取り入れられた。
当初はキャラクターの特定の部位に弱点を設けることが検討されていたが、時期尚早だとして見送られた。ところが、リュウだけが検証用の設定のままになっていたため、気絶時の被ダメージが大きくなる事象が発生した。この事象はのちに「病気持ちのリュウ」とも呼ばれた。

### セッティング
初代『ストリートファイターII』（以下『II』）の企画やキャラクターデザインを手がけたあきまんは、各キャラクターのインサイドストーリーを作ったものの、オープニングやエンディングなどに極力力を注がず、また映画的な手法でも表現しなかったと語っている。その理由は「ゲームの『戦い』の部分にすべてのパワーを注ぎたかったから」「『ゲーム』の部分の他にストーリーはいらなかったから」だとしている。『II』の劇場アニメ化の際にも「ストーリーに凝るなら、それより『ストリートファイト』という表現をしてほしい。なぜなら『ストII』の登場キャラクターの接点は『ストリートファイト』というもののみだから」と説明している。このため、キャラクターの詳細な設定の中にはメディアミックスによって付与されたものやファンによる二次創作を初出とするものもある。また、西谷の提案で、親近感を持たせるため、キャラクターの身長は低めに設定された。さらに、ドット作成に当たっては、細身にならぬよう横に太い量感を出すことが意識された。加えて、『ファイナルファイト』のキャラクターよりも頭を大きくデザインしたことで、顔の表情を描けるようになった。
あきまんによると、『II』は『万国びっくりショー』をコンセプトにしているという。あきまんは『II』を漫画のような世界と表現しており、「『ストリートファイター』は実際に表に出て遊んだりしている人が作ったが、僕は漫画が好きであまり外で遊ぶ人間じゃなかったので漫画から取ってくることが多い。それが結果的に『ストリートファイター』と『II』の違いになった」と語っている。
西谷によると「特徴の違うキャラをいっぱい出したい」という思いがあり、友人と『ストリートファイター』をプレイした時に、友人が「バーディー強いな、バーディー使えたらいいんだけどな」と言ったのがキャラクターを選ばせたいと思ったきっかけだという。
本作の登場キャラクターのうち、リュウとケン、ならびにサガットは前作『ストリートファイター』からの続投である。
当初、リュウとケンのグラフィックは別人が担当する予定だったが、開発初期にSHOEIこと岡野正衛が引き継いだ。あきまんはまず、岡野に前作における彼らの必殺技である波動拳のモーションを作るよう命じた。この時点で、すでに「フットワーク」と呼ばれる立ちポーズだけができていたものの、そこからいかに波動拳へ自然に移行させるかが岡野にとって悩みの種となった。その後、正式な企画書を渡され、詳細な仕様を知ることができたものの、悩みの解決にはいたらなかった。岡野は前作のイメージを引き継ぎつつも、よりよい動作を模索していった。また、前作における波動拳は3発当てただけで敵を倒せる文字通りの必殺技だったが、駆け引きが求められる本作においてはふさわしくないとして、大幅に弱体化された。加えて、技の発動を可視化するために溜めるポーズが用意されたが、この硬直時間の調整にも時間がかかった。キャラクター面においても前作から大幅に変更されており、前作においては破天荒でやんちゃな雰囲気を漂わせていたが、開発が進むにつれて「ストイックな放浪の格闘家」へと変貌していった。一方、この時点では2人のプレイヤーが同じキャラクターを選択できなかったため、ケンはライバルであるリュウと同等の性能にし、大半のモーションも同じものを使用しているが、勝利モーションで性格の差を表現した。
なお、岡野は本作のタイトル画面も手掛けている。
本作においては、初の女性プレイアブルキャラクターとして春麗が登場している。あきまんは女性キャラクターを導入した理由について、本来「格闘技世界一決定戦」にいないはずの女性を入れることでより楽しさを演出できると思ったとカプコン公式ホームページ内の『ストリートファイターII』開発者座談会で説明している。岡野は春麗の登場によりゲームに奥行きが出たと2022年のインタビューの中で話している。また、岡野は春麗のグラフィックについて2020年のインタビューの中で、「春麗のタイツの表現にはとてもこだわっていました。[中略]当時は16色で色合いや質感を表現しており、タイツや立体感の表現にデザイナーの工夫と愛情が込められています」と説明している。なお、キャラクターそのものは最後に作られており、蓄積されたノウハウを駆使したため、データの容量は12人の中で最も少ない。
リュウ、ケン以外は「獣人」や「軍人」「相撲取り」といったテーマに沿った草案をもとに、複数のドッターによるじゃんけんで担当者を決めた。うち「プロレスラー」（ザンギエフ）と「相撲取り」（エドモンド本田）は、いずれも早い段階から開発が進められていた。前者は世界共通の格闘技であると同時に、技も多彩であることから、格闘ゲームにふさわしいということで取り入れられた。後者は日本を代表する格闘技として取り入れられたものの、そのままでは使えないため、ゲーム向けにアレンジされた。
最初にじゃんけんに勝ったIKUSAN.Zは、もともとプロレスファンだったため、ザンギエフを担当することになった。次いでじゃんけんに勝った女性スタッフのERICHANはエドモンド本田を担当した。最後に残った「獣人」（ブランカ）はPIGMONが担当した。当初ブランカは肌色だったが、面白みがないということで緑色に変更された。「軍人」ことガイルは、空中投げが存在するなど動きが多彩な分、必要なデータも膨らんだ。
（初代の時点では）非プレイアブルのボスキャラクターとしてシャドルー四天王を登場させた理由として、西谷はアクションゲームとしての遊び方を考えた際に、必要なボリューム数を満たすため、キャラクター選択画面で表示されている以外のキャラクターがいた方がよいと考えたと座談会の中で話している。また、前作『ストリートファイター』のボスであるサガットを登場させるつもりではあったものの、それだけではつまらないため人数を増やした。ベガの存在は当初は存在が伏せられており、四天王の3人目であるサガットを倒した直後に初めて姿を見せるが、これはサガットが最終ボスだと思わせておいて、実は最後にベガがいたという演出を意図したもの。
シャドルー四天王のうち、バルログのドットはKATURAGIが担当した。KATAGIRIは後から開発チームに入った際、あきまんから「スペインまたはタイの忍者を描いてほしい」と言われ、後者の内容で描いたところ「『北斗の拳』の修羅の国編の序盤に出てくるようなスペインの忍者にしてほしい」と言われ、デザインを変更した。最終ボスのベガは、春麗が戦う理由と関連づけるために「悪の帝王」として設定された。また、あきまんは開発当時タイが世界一格闘技の強い国であるという印象を抱いており、「悪の組織が資金力を用いて格闘技に特化した勢力を作った」という設定を持たせた。あきまんは2016年のインタビューの中で、ゲームの中にベガを登場させた際、ベガの身体が予想より小さいことに気づくと同時に、かっこいいと感じたとも振り返っている。
なお、本作の欧米版を製作する際、四天王のうち『ストリートファイター』からの続投であるサガット以外は、「M・バイソン→バルログ（Balrog）」、「バルログ→ベガ（Vega）」、「ベガ→M・バイソン（M. Bison）」と名前が交換された。名称変更の理由は、バイソンの姿と名前が実在するプロボクサーのマイク・タイソンに酷似しているので肖像権に配慮したためと、「ベガ」にこと座のイメージがあり、日本国外のマーケティングから見るとなよなよしているとされ、中性的なバルログにこの名前があてられたためである。
本作に登場するキャラクターの音声やラウンドコールは声優ではなくすべてカプコンの社員が担当しており、たとえば春麗の声はERICHANが担当した。また、声の良さを見込まれて他の部署から呼ばれたケースもあった。このようなこともあって、キャラクターのイメージと実際の音声が異なると指摘する者もおり、たとえば、前述の春麗の場合、険しい顔つきや筋肉質な脚部とは裏腹に、勝利デモでは「ヤッター」とかわいい声をあげている。
『ストリートファイターII' TURBO』（以下『II' TURBO』）までにおけるオープニングデモに登場した2人の無名キャラクター（白人と黒人）がストリートファイトを行っている描写があり、『ストリートファイターV』の公式ホームページ「シャドルー格闘家研究所」の「キャラ図鑑」にて個人プロフィールが明かされている。
シリーズの派生作品を発売するたびにデザインを変えて区別をつけてきたものの、キャラクターの配色には特に苦労したと岡野は振り返っている。たとえば、ガイルの場合、着用している迷彩服の一部に肌と同じ色が用いられているため、服の色を変えたつもりが肌の色まで変わってしまい、開発スタッフから「ゾンビガイル」というあだ名がついたこともあったという。
大体の必殺技の名前は西谷により付けられたが、後に『ゲーメスト』から通常技にも名前を付けてほしいと要望があり、それらは西尾仁志によって付けられた。西尾は設定などを考えるのが好きでサイドストーリーなども作ったが、西谷によると半分くらいは『ゲーメスト』により適当に付け加えられたものもあったという。また、『II』のキャラクターの生年月日はほとんど開発スタッフからとられている。

### 音楽
BGMは下村陽子がメインとしてほぼ全てのステージ曲、阿部功がサブとしてサガットステージやシステムBGMを手掛けた。
阿部功は、本作での作曲方法について、イメージをシーケンサーで作った後に「五線譜エディター」と呼ばれるツール向けに改作していたと座談会の中で説明している。「五線譜エディター」にはサウンド再生機能がないため、筐体に入れるROMへの書き込みを繰り返しながら試行錯誤していったと阿部は振り返っている。
また、初代『ストII』（アーケード版）ではFM音源だったのに対し、それ以降の作品ではPCM音源が採用された。阿部はもともとFM音源に慣れており、（スーパーファミコン版『ストII-』の音楽も手掛けていたとはいえ）、アーケード向けのPCM音源の不安定さなどに戸惑ったと座談会で振り返っている。
下村陽子はもともと家庭用ゲーム機用ソフト志望だったが先輩の勧めでアーケードゲームの作曲にかかわった経緯があり、その流れで本作に参加した。下村は、6月26日放送の『THE JASRAC SHOW!』のvol.68内で行われた大森俊之との対談の中で、最初にキャラクターのテーマ曲を作るという話を聞かされた際は、そのような経験がなかったため不安だったと振り返っている。この時点でゲームのグラフィック制作はある程度進んでおり、その内容が世界各国のステレオタイプに近かったため、「日本人がイメージした○○」というコンセプトで制作した。また、カプコン社内には民族音楽に関する資料もあったため、それをもとに味わいを持たせたと振り返っている。下村が手掛けた曲のうち、ブランカのテーマ曲は「アマゾンの奥地で育った野生児」というキャラクター設定から、コンガをはじめとするパーカッションを主体としたリズム構成はすぐできたものの、それに載せるためのメロディがなかなか思い浮かばなかった。そんな中、電車の網棚に乗っていた黄緑色の紙袋からメロディを思いついたと下村は振り返っている。

### スタッフ
ストリートファイターII
- プランナー：NIN（西谷亮）、AKIMAN（あきまん）
- キャラクターデザイナー：S.Y（山下智）、IKUSAN.Z（中山郁夫）、SHO（岡野正衛）、ERICHAN（中村会里）、PIGMON、KATURAGI（陰山みずほ）、MAK!!、MANBOU（新谷さゆり）、BALLBOY、KURISAN（栗原明美）、Q KYOKU、MIKIMAN（城戸美樹）、TANUKI（西尾仁志）、YAMACHAN、S・TAING（坂下眞司）、NISSUI（西辻朝枝）、BUPPO（小林美保）、ZIGGY（さかもとようこ）、ZUMMY、NAKAMURA、OKAZAKI
- プログラマー：SHIN.（上山真一）、MARINA、MACCHAN、ECCHRO!（江城元秀）
- サウンド：SHIMO-P.（下村陽子）、OYAJI-OYAJI（阿部功）
- スペシャルサンクス：CBX（新井幸雄）、POO（船水紀孝）、KANEKON（金子清巳）、SHONO.（醤野貴至）

スーパーストリートファイターII
- プランナー：POO（船水紀孝）、MUCCHI（村田治生）
- キャラクターデザイナー：KURISAN（栗原明美）、IKUSAN Z（中山郁夫）、Q、YORiO（頼兼和男）、TANUKI（西尾仁志）、KATURAGI（陰山みずほ）、MATUNAGA、RIKAGON、SIMPSONS、PEI、MIKIMAN（城戸美樹）、BUPPO（小林美保）、M.OKAZAKI、TAKA（藤原崇）、Akiko（大西明子）、K.CROWN、SHIBATARO（柴田佳世子）
- プログラマー：SHIN.（上山真一）、KID（城戸保行）、MiN、EGW（江川陽一）、AOI MIX（大井新吾）、TARABAR（堀崇真）
- ミュージック：SYUN（西垣俊）、OYAJI（阿部功）
- サウンド：NOBU.、TOSHIO（梶野俊夫）
- スペシャルサンクス：NIN（西谷亮）、AKIMAN（あきまん）、CBX（新井幸雄）、Dr.DAVE、RAVEN JIMENEZ

スーパーストリートファイターII X
- プランナー：POO（船水紀孝）、MUCCHI（村田治生）、HASSY、KIMO KIMO（木本壮紀）
- キャラクターデザイナー：AKIMAN（あきまん）、KURISAN（栗原明美）、HAYASHI、TANUKI（西尾仁志）、ERICHAN（中村会里）、IKUSAN.Z（中山郁夫）、Q、YU-SUKE（山本祐介）、YOUJIRO、INUKICHI（岩崎篤嗣）、FUKUMOYAN（福本容子）、BUPPO（小林美保）、ANGUS（BENGUS）、SM、S.KUWAJIMA（桑島慎也）、KISABON（木佐貫久司）、OHNISHI.H（大西弘樹）、TAKKY（大西明子）、MATSUCHAN、MAY、KAZU（寺本和美）、IWAI（岩井千佳）、N-GAWA（中川大輔）、RK.、SHOCHAN（岡野正衛）
- プログラマー：SHIN.（上山真一）、MiN、KID（城戸保行）、MITSU、GARAMON、DOMESAN（新留義博）、OUCHI（大内淳司）、CHABIN（池田良磨）、KIMOTO（木本龍己）、INABA（稲葉博）
- ミュージック：SYUN（西垣俊）、OYAJI（阿部功）
- サウンド：NOBU.、TOSHIO（梶野俊夫）
- スペシャルサンクス：CBX（新井幸雄）、EGW（江川陽一）、SADO、IIZIMA、M.Michi、E-BOU.

## 移植版
スーパーファミコン
1992年6月10日発売。販売本数は国内が約288万本（第5位）で世界では630万本。
スーパーファミコン初の16MBitロムカセットで発売。ハード性能およびメディア容量の関係でアーケード版と異なる部分があり、簡略化されている部分がある。一方、隠しコマンドでアーケードでは不可能だった「同キャラ対戦」が可能になる。2Pキャラクターのカラーは四天王も含めてすでに稼動していた『II'』に準じる。ただし四天王は使用不可。
アーケード版との違いは以下の通り。
- 1人プレイ時の乱入可能状態の表示がAC版では「PUSH START」であったのが「PRESS START」になっている（以降のスーパーファミコン版、メガドライブ版などの移植作に共通）。
- タイトルデモの殴りあう白人と黒人のアニメーションがない（『ターボ』も同様）。
- 積んであるドラム缶を破壊するボーナスステージが、レンガを破壊するものに差し替えられた（以降のスーパーファミコン版、メガドライブ版の2作〈後述〉も同様）。また本作のみ樽を破壊するステージが入っておらず、ボーナスステージは4ステージ間となっている。アーケード版本来なら全3つある内2つのみとなっている。

開発
本作開発時点におけるカプコンは家庭用ゲーム機部門とアーケードゲーム機部門に分かれていたが、この時点で『II』はカプコンにとっても大型タイトルへと成長していたため、岡本の勧めもあって、西谷が開発に参加した。
元々西谷はアーケードゲームからの移植とは名ばかりのゲームが多いことに不満を感じており、家庭用への移植には抵抗がなく、プレイ感覚を近づけようと考えた。
最初の課題はアーケードゲームとスーパーファミコンの処理能力の差異であり、これを解決するために、画面の上下を切り取った。
また、容量節約のため、似た複数の攻撃を一つのグラフィックにまとめる措置が取られ、それに合わせて攻撃判定も変更された。
その一方で、それぞれのキャラクターのエンディングに固有のグラフィックが用意された。大堀は西谷との対談の中で、サンプルROMの時点ではキャラクターの攻撃モーションが流用されていたが、完成版のROMでは一枚絵に差し替えられていたと話している。これに対し、西谷はそのサンプルROMを見たことがないとしつつも、なんとか似たグラフィックパターンを探してエンディングを制作したものの、このままではまずいと思って一枚絵に差し替えたのだろうと推測している。
テレビCM
1992年6月1日からテレビCMが放送開始された。本作はコンシューマ向けの本格作品ということで、俳優による実写映像がCMとして用いられた。リュウ役のRYOと、春麗役の水野美紀はいずれも新人である。ベガを軍司眞人が演じた。なお、CMのキャッチコピーは「俺より強いヤツに会いに行く。」で、CMソングは筋肉少女帯の『バトル野郎〜100万人の兄貴〜』だった。
出版
スーパーファミコン版の攻略本は徳間書店が独占的な出版権を確保した。大ヒットを記録したこの攻略本の著者（数名のゲームライター）はそれぞれ1千万円を超える印税を手にしており、当時マスコミでも話題となっている。なお攻略本についてはアスキーやJICC出版局でも企画されていた。このうちJICC出版局は徳間書店の権利を侵害しない形式を模索の上、当時スーパーファミコンで発売されていたいくつかの格闘ゲームの攻略を特集した『HIPPON SUPER!』の増刊号として実質的な攻略本の発行を実現している。この増刊号のメインとして巻頭を飾った、『ストII』の攻略記事を担当したのは手塚一郎だった。
バーチャルコンソールでWii向けに2006年12月2日に配信開始。同様にWii U向けに2014年6月25日に配信開始。
MS-DOS
販売はU.S. Goldが担当。当初は日本国外向けに発売されていたが、後に日本の書店で旧作PCソフトを販売するSOFBOXブランドにて書店販売された。
1 - 2ボタン仕様で、後ろ方向、ニュートラル、前方向の組み合わせで弱中強の振り分けをする。
Amiga
U.S. Goldによって、日本国外向けに発売された。基本的にはPC/AT互換機版と同じで、マニュアルには同社販売の複数機種版（コモドール64/128、SPECTRAM、AMSTRAD CPC 6128、ATARI ST/AMIGA、PC & COMPATIBLES）がまとめて記されている。
アーケード版のオープニングデモのストリートファイトのシーンが再現されているものの、BGMが少ないなどの差異がある。
ケンの「昇龍拳」がしゃがみアッパーのグラフィックになっている。1 - 2ボタン仕様。
ゲームボーイ
1995年8月11日発売。カプコンの下請けであるさんえるが開発した。要素を削減したアレンジ移植。
使用キャラクターはリュウ、ケン、春麗、ガイル、ブランカ、ザンギエフ、バイソン、サガット、ベガのみ。キャラクターイラストとステージ背景は『スパII』のものが使われており、春麗の気功拳やリュウのファイヤー波動拳の他、ブランカのアマゾンリバーランなど、技の一部には『スパII X』で見られるのも登場する。
通常のモードに加え、サバイバルモード、VSモードが用意されている。2ボタンのため、パンチとキックの強弱はボタンを押している時間の長さで変化する。ただしキャラクターの色分けはされていないため、スーパーゲームボーイなどで同キャラ対戦すると見分けがつかなくなる。4Mソフトで操作性は悪く、それにより一部のコマンド技は発動するのが不可能に近い。それにもかかわらず、CPUは間合いを見定めて正確に必殺技を繰り出してくる。それらのことからカプコンの歴史的失敗作とも評される。
CMにはアニメ映画の主題歌を担当した篠原涼子を起用したが、それだけに「予算の無駄遣い」などとゲーム評論家筋から散々な評価を受けた。
携帯アプリ
docomoより2004年11月1日に、auより2005年7月28日に、Softbankより2005年11月1日に配信開始。
携帯電話機であることを考慮したアレンジが施されている。容量の問題により、ステージ背景が一部のキャラクターのものしか収録されておらず、ボーナスゲームも削除されている。技の強弱、必殺技のタメが存在せず、斜めが含まれているコマンドについては、斜め押ししなくても必殺技が出せるようになっている。オートガード機能、1ボタン必殺技も追加されているが、1ボタン必殺技は使用した場合パーフェクト時のボーナスが減らされる措置がとられている。
エンディングはアプリ内に存在せず、全クリア時に専用ウェブサイトへ接続できるようになっている。
GREEでは、使用できるキャラクターが限られ、ネットランキングに対応したカスタマイズ版が配信されている。こちらはGREEの会員登録をすれば無料でダウンロード、プレイができる。
開発
2004年9月24日に行われた「東京ゲームショウ2004」のデモ出展時のスタッフによると、アプリ版『ストII』では、オリジナルと同様のソースが用いられているとされている。当初は操作体系もオリジナルに合わせる予定だったが、携帯電話が壊れてしまう恐れがあったため、別のものが用いられた。

## 派生作品
いずれもアーケード作品として、ゲーム内容の調整が行われた『ストリートファイターII'』や『ストリートファイターII' TURBO』、キャラクターなどが追加された『スーパーストリートファイターII』とその調整版の『スーパーストリートファイターII X』がある。これらが家庭用ゲーム機に移植された際には、さらに新規要素が追加されたり、タイトル名が変更されているものもある。

### ストリートファイターII'（ダッシュ） -CHAMPION EDITION-
1992年4月17日より稼働。日本国外版のタイトル名はStreet Fighter II Champion Edition。
『ストII』の好評を受けて売り出されたバージョンアップ版であり、『ストII』ではCPU専用だった四天王が使用可能となるなど、仕様がいくつか変更された。
一方、『II'』においてもハメ技が多いとの指摘もあり、特定のキャラクターの使用を禁じるゲームセンターもあったという。また、違法改造した海賊版が出回っていたことでも知られている。

### ストリートファイターII' TURBO（ダッシュターボ） -HYPER FIGHTING-
1992年12月17日より稼働。日本国外版のタイトル名はStreet Fighter II' HYPER FIGHTING。
外見より内容の洗練に力を入れたマイナーチェンジ版とされている。
当初、『II' TURBO』はアメリカのみの発売で日本での発売の予定がなかった。また、同作は『ストリートファイターII'』の海賊版、特に『ストリートファイターII レインボー』対策のために作られたバージョンといわれる。

### スーパーストリートファイターII -The New Challengers-
1993年9月14日より稼働。日本国外版のタイトル名はSuper Street Fighter II The New Challenger。
以下の新キャラクター4人が追加された。この4人はデフォルトで選択可能。キャラクターのカラーも8色に増えた。
- サンダー・ホーク（T.HAWK）
- キャミィ（CAMMY）
- フェイロン（FEI-LONG）
- ディージェイ（DEE JAY）

なお前作（『II' TURBO』）までのキャラクターのカラーは弱パンチがデフォルトカラー、中パンチがダッシュカラー（ただしガイルのみ色が違う）、強パンチがターボカラー（ただしM・バイソンのみ色が違う）となっていて、それ以外ボタンの5色は本作で追加されたカラーとなる。
前作までの一部のキャラクターの技グラフィックが新たに修正・変更されている。気絶が発生すると、前作までは一度ダウンして起き上がった時に気絶を知らせるエフェクトが出ていたが、本作以降は吹き飛んだ時点で気絶を知らせるエフェクトが出るように変更されている。特定アクションによるボーナス点や、コンボの際のコンボ数の表示が導入され、4ラウンド目（最終ラウンド）でもコンボなどのテクニカルボーナスは加算されるようになった（通常の得点は入らない）。キャラクターの動作速度は『II』『II'』の頃に戻った。
エンディングまでに要するCPU対戦相手はこれまで通り計12人で、初代から選択可能な8人は原則的に同キャラ戦が無く、本作から参戦したキャラクターおよび四天王のみ同キャラ戦が発生する。
開発
船水紀孝によると、本作の開発中に岡本から上記の『レインボー』のゲーム性をオフィシャルとして成立させろと指令が下り、本作と並行して『II' TURBO』の開発を行ったという。
営業からは『II' TURBO』の速いスピードは評判が悪いと伝えられ、その意見が通り本作のゲームスピードは抑えられたが、実際には「『II' TURBO』のスピードの方が好き」という声が多かった。
あきまんは2016年のインタビューの中で、開発当初はキャラクターを4人追加すべきだと主張していたものの、フェイロンとディージェイについては難産だったと振り返っている。これらのキャラクター群について、あきまんは『ストII』よりリアルな設定にしようとしたため、どこか面白みに欠けるとも述べている。
ブランカのドッターがカプコンを退社したため、あきまんが代行した。
また、開発中期に専用の基板を4枚接続して設定すれば、CPUを含めて8人でのスイスドロー方式によるトーナメント戦が急遽導入されたほか、後期になっても仕様変更が続いた。
本作から基板にCPシステムIIを採用し、それに合わせてグラフィック、サウンド（Qサウンド採用）なども改めて作り直された。BGMは1、2ラウンド間は止まらずに通しで流れるように変更され、一部を除くキャラクターの声が一新され（例としてリュウ、ケンなど前作までほとんどの男性キャラクターで共通になっていたボイスが区別化された）、またラウンドコールなどのアナウンスボイスも改めて新録された。
反響
専用基板によるスイスドロー方式のトーナメント戦は、席移動を要したり、最高でも5ラウンド戦っただけでゲームオーバーになるなどの理由で、ほとんど普及しなかった。
対戦型格闘ゲームとして内容がよく練られてあり、営業成績でもそこそこの結果を出した。しかし、CPシステムII自体の開発と平行して製作されていたという事情もあり、同時期にSNKよりリリースされた『餓狼伝説スペシャル』など同カテゴリーの他作品と比較すると、相対的には視覚効果が最も地味な作品となった。その現状を岡本吉起は「こりゃまずいな」と感じたと後のインタビューで語っている。
移植版
スーパーファミコン
1994年6月25日発売。販売本数は国内が約129万本で、世界で200万本。
メガドライブ版と同時に発売。32MBitロムカセット採用。アニメ映画とのタイアップで、パッケージはアニメ映画のデザインで描かれており、アーケード版のイラストは使われなかった。
前作まで削除されていたオープニングが再現されているほか、ステージやエンディングなどの内容が一部変更された一方、隠しコマンドによる追加要素やサウンドテストも削除された。
XBANDで通信対戦できる。『ストリートファイターコレクション』収録の同タイトルには無い、グループバトル、トーナメント、タイムチャレンジが収録されている反面、ハード性能の限界でBGMや効果音が無くなっていたり貧弱なものに差し替えられている。
アーケード版ではスピード調整は無かったが、すでに稼働中である『スパIIX』同様0 - 3まで4段階にスピード調整が可能となっている（☆*0 - ☆*3）。
CMは2か月後に公開された劇場アニメ『ストリートファイターII MOVIE』に合わせたもので、メガドライブ版とも合わせて作られた。
バーチャルコンソールでWii向けに2007年12月18日に配信開始。
同様に2014年6月25日にはWii U向けに、2016年6月7日にはNewニンテンドー3DS向けに配信された。
メガドライブ
1994年6月25日発売。
40MBitロムカセット採用により、スーパーファミコン版では省略された一部のグラフィックや音声（ラウンドコールなど）が再現されている。ゲーム内容はほぼ同じだが、1ラウンドでの獲得スコアを競う「スコアチャレンジ」が追加されたほか、オプション内の「スーパーモード」を「エキスパート」に設定することで、1人プレイ時に戦う人数が12人ではなく16人全員になる。さらに、スピード調整が0 - 4の5段階に増えているなど、随所に細かい差異がある。
より優れた対戦環境を求めてソフトとパッド2つを購入すると発売当時の小売価格にして15900円もの予算を費やすこととなったが、好意的な意見としては「それだけ払っても惜しくない魅力があったのだ」という声がある。
日本国外においては、メガドライブ向けのオンライン通信対戦がサポートされていた。
2011年11月8日にはWiiのバーチャルコンソール向けに配信された。このバージョンではニンテンドーWi-Fiコネクション対応で、同国内のユーザーのみという制限付きながらオンライン通信対戦を可能としていた。
2022年10月27日にはメガドライブ ミニの続編としてセガからリリースされる復刻系ゲーム機・メガドライブ ミニ2にプリインストールされる60作品の一つとして収録される。
X68000
音声面では、CPシステムII独特のエコー処理や空間処理がすべて削除されている。『ダッシュ』同様、X68030以上で多重PCMドライバがインストールされる。またBGMなどのADPCMが収録されたファイル内に、サウンドチームのメッセージのようなものが埋め込まれている。MIDI対応（GM1レベル）、CPSアダプター対応、チェルノブアダプタ対応（非公式）。
FM TOWNS
プレイヤーキャラクターに関してはほぼアーケード版に近い一方、背景は多重スクロールが省略されている。BGMはQサウンドが再現されており、オリジナル版とアレンジ版が選択可能だった。オプションにRGBによるカラーエディットモード搭載。専用パッドを同梱したパッケージも発売された。
MS-DOS
移植はRonzer Labs Software Group Inc.が担当。
日本国外で流通。グラフィックは基本的にSFC版やMD版と同一。移植度は比較的良好だが、解像度の関係で横幅が長く、ラウンド開始時の互いの距離の開きが大きいなどの違いがある。
Amiga
1994年に、U.S. Goldが日本国外向けに発売した。
PC/AT互換機版と同じくSFC版やMD版のグラフィックを使用している。大まかな挙動は再現されており、BGMも全16ステージのものを収録している。背景のアニメーションが削除されたほか、キャラクターの声が削減され、一部の声が複数のキャラクターで共有されている。

### スーパーストリートファイターII X -Grand Master Challenge-
1994年3月8日より稼働。日本国外版タイトルはSuper Street Fighter II TURBO。
条件を満たした時だけベガの代わりに出現する隠しボスとして、以下の新キャラクターが追加された。
- 豪鬼（GOUKI）

隠しコマンドを入力することでプレイヤーが豪鬼を使用することが可能（能力は幾分調整されている）。また、後期のコンシューマー版では最初から使用できるようになっているものもある。なおCPUの豪鬼（後に真・豪鬼（SHIN GOUKI）と呼ばれた）とプレイヤー仕様の豪鬼とでは、キャラクター能力が若干異なる。
多くのキャラクターで通常技・必殺技が追加・変更され、さらに本作よりスーパーコンボや空中コンボ属性、投げ受身（『スパII』仕様では不可）が登場した。またゲームスピードを変更でき、しかもゲームスピードをプレイヤーが選択可能なようにオペレーターが設定できる（選択可能な設定で営業使用された場合が多かった）。また、ボーナスステージが削除された。
演出面においては、スーパーコンボで相手を倒した際に背景が変化する「あけぼのフィニッシュ」が導入された。
スーパーコンボを考案したのは村田治生。船水は「超必殺技」的なもので勝負を決めたくはなかったが、スーパープレイヤー以外にも「コンボ」というシステムとしての快感を上手く与えられないか、という村田の企画書を見てスーパーコンボを気に入って採用したという経緯がある。
プレイヤーのカラーパターンは通常の8色と『スパII』仕様の2色（実際には『スパII』のものとも微妙に異なる）の合計10色。前作（『スパII』）での弱パンチ（デフォルト）カラーのみ変更されており、それらは『スパII』仕様を選択した場合に使用ができる。
アーケードゲームとしては異例のテレビCMが放映された。
移植版
3DO
1994年11月13日発売。
BGMにはアレンジされたバージョンが使われており、のちに家庭用『ハイパー』や『ストリートファイターZERO ファイターズ ジェネレーション』、『カプコン クラシックス コレクション』でも使用されている。
MS-DOS
1995年5月に『スーパーストリートファイターII TURBO』として発売。移植はEurocom Entertainment Softwareが担当し、販売はGameTekが担当。
北米版を移植したものなのでタイトルが「ターボ」となっているが、内容は『スパII X』と同等。6ボタンに対応している。また隠し要素のノーマルカラーや、3DOではメモリの関係で削除（統合）された技がすべて入っている。オプションメニューも充実していて、ロースペックの機種用に背景の多重スクロールを固定する機能なども用意されていた。最も目立つ相違点は解像度の違いで、PC/AT互換機版では320×200の解像度で製作されているにもかかわらず、グラフィックデータはアーケード版のオリジナルを単純に形式変換したまま使用しているので、全体的にキャラクターが大きく画面が狭い。
修正パッチファイルが数度配布され、上記の不具合はv1.5で修正された。修正パッチファイルはv1.6までリリースされた模様である。Windows 95版がgamebank（ソフトバンク）より発売予定だったが、中止されている。
ドリームキャスト
2000年12月22日に『スーパーストリートファイターII X for Matching Service』としてドリームキャストダイレクト専売ソフトで発売。
アナログ回線専用通信対戦システム「マッチングサービス」に対応した商品で、通販のみでの販売。マッチングサービスは2003年9月1日に終了しているが、単体で遊ぶことは現在も可能。アーケード版では削除されたボーナスステージが復活している（設定でなしにすることも可能）。
PS版やSS版のようにスコア表示位置の相違が本作では一切ない。前作にあたる『SUPER』の能力を持ったキャラクターが選択可能。スーパーコンボは使えないが攻撃力が高いなど『SUPER X』とは能力の違うキャラクターとなり、色などの描写は『II』に準じている。
一定の条件を満たすと真・豪鬼も使用可能になる。さらにスーパーコンボ「瞬獄殺」を使うことができる真・豪鬼も使用可能。また、特定の操作で選択できる「EXオプション」、特定条件を満たすことで選択可能になる「シークレットオプション」が存在し、多様な項目の変更が可能。
後の『ヴァンパイア ダークストーカーズコレクション』『ストリートファイターZERO ファイターズ ジェネレーション』にも同様の項目が存在する。
ゲームボーイアドバンス
2001年7月13日に『スーパーストリートファイターII Xリバイバル』として発売。
各キャラクターのイラストやタイトル画面などが新規のものに変更されている。携帯ゲーム機とはいえ移植度は良く、モードも豊富。
ハードの仕様に合わせ操作体系が4ボタンに変更されているほか、オプションでL/Rボタンを含めた6ボタンの操作体系に変更できる。
また、試合中にSELECTボタンを押すことで、必殺技やスーパーコンボが簡単に出せる「カンタンコマンドモード」が搭載されている。
グラフィックなどは基本的にスーパーファミコン版（以下SFC）に準拠しており、『スパII X』から新たに加わった技にはアーケード版（以下AC）と同じサイズのグラフィックとアニメーション枚数が使われている。このため、ガイルが立ち強キック（遠・近共）を出した時、一回り大きくなるという現象が起きる。また後退時の歩行グラフィックが前進時の歩行グラフィックと同じであるのもSFC版のままであるが、豪鬼のみ後退時の歩行グラフィックがAC版同様の専用グラフィックである。
ケン、ガイル、ベガの各ステージ背景が新規となり、リュウのステージは『ストリートファイターIII 3rd STRIKE』ベースに、春麗のステージは『ZERO2』、ザンギエフは『II』と『ZERO3』を合わせたもの、バイソンのステージは『ZERO3』のステージに差し替えられている。リュウの新ステージの色変えで、豪鬼のステージも存在。また、リュウのみボイスが『II』のものになっているが、他のキャラクターのボイスやエフェクトなどはオリジナル版『スパII X』と同じ。なお、豪鬼のボイスは他のキャラクターの掛け声の流用だったが、本作では『ZERO』シリーズでの西村知道のボイスになっている。BGMのうち、ピンチ時の専用BGMがAC版と同様、原曲をアレンジした専用曲（基本メロディの1フレーズを4段階に転調）となっている。また、『スパII X』で削除されたボーナスステージの車破壊と樽破壊が復活した。
『スパII X』でスーパーコンボが用意されていなかった豪鬼も、スーパーコンボ「瞬獄殺」が使用可能となっている。豪鬼が使用可能になった後、さらに特定の条件を満たすと、より強力な真・豪鬼が使用可能となる。
2015年7月1日にはWii Uのレトロゲーム配信サービス・バーチャルコンソールで配信開始。
アレンジ版
Xbox 360 / PlayStation 3
2008年11月26日よりw:Super Street Fighter II Turbo HD Remixとして日本国外で配信。一方、日本向けには配信されていない。
日本国外版『スパIIX』を基に、タイトルの「HD」が示すように、全てのグラフィックが高解像度で描画しなおされている。オリジナル版を再現したモードと、ゲームバランスを再調整したモードを選択可能である。キャラクターボイスや効果音は日本国外版『スパIIX』のものが使用されているが、ガイルのみ一部のボイスが『II'TURBO』までのものに差し替えられている。ネット通信対戦対応。
本作はいずれもカナダに拠点を置くバックボーン・エンタテインメントとウドン・エンターテインメントが開発し、BGMはゲームミュージック愛好家のコミュニティ・OverClocked ReMixによる新規アレンジ版が用いられている。
Nintendo Switch
2017年5月26日に『ウルトラストリートファイターII -The Final Challengers-』として発売。CEROレーティングB（12歳以上対象）。
『スパIIX』の使用キャラクター17人に加え、後のシリーズ作品からの逆輸入として新たに殺意の波動に目覚めたリュウ（EVIL RYU）と洗脳されたケン（VIOLENT KEN）が使用できるようになった。
ネット対戦に対応し、アーケードモードでの待ち受けにも対応。対戦グラフィックは『スパIIX』を再現した「クラシックジェネレーション」と日本国外の『スパIITURBO HD』のグラフィックを使用した「ニュージェネレーション」から選択でき、これとは別にBGMも従来の「クラシックジェネレーション」と新規アレンジの「ニュージェネレーション」を選択できる。後者はボイスが『ストリートファイターIV』シリーズのものになる（担当声優は後述）。ゲームシステムは『スパIIX』のものをベースに、投げ受け身が「投げ抜け」（技後の硬直中は不可）に変更、豪鬼もスーパーコンボを使えるなどのバランス調整が行われている。『ハパII』とは違い、旧キャラクターの性能は『スパIIX』準拠のもの1種類で固定となっており、『スパII』性能への切り替えも削除されている。顔合わせや勝利メッセージ画面の背景文字「SUPER」が「ULTRA」に変更されている。
CPU側がファーストアタック、リバーサル必殺技、気絶からの回復、コンボを決めた時のコンボ数などの表示が出るようになった。
ガイルのみ上記の『スパIITURBO HD』同様、一部のボイスが『II'TURBO』までのものに差し替えられている。また、ザンギエフの出身国がソビエト連邦からロシアに変更されている。これに伴いラウンドコールなどのアナウンスボイスは今回改めて新録された。
キャラクターセレクトや体力表示などは『スパIIX』のものをベースにHD画質となっており、豪鬼は正式に豪鬼の名前が表示されるようになり、顔アイコンのシルエットが外され敗北時の表情もハッキリしたものとなっている。キャラクターセレクトはプレイヤー用に性能が調整された豪鬼が正式に追加されたほか、殺意の波動に目覚めたリュウ、洗脳されたケンに加えランダムセレクトが追加され全20枠となった。また特定の操作をすることで、性能が調整されていないCPU用の豪鬼が、真・豪鬼として使用できる。
なお、ベガ戦にて乱入する豪鬼は真・豪鬼の性能だが、名前は豪鬼のままである。通常の豪鬼はCPUとしては出現しない。
モードは「アーケード」、コンピューターとの対戦にも対応した「バーサス」、「トレーニング」のほか、新モードとして協力プレイで2on1形式のバトルを行う「バディファイト」、「カラーエディット」、リュウになりきって襲ってくるシャドルー兵を倒していくモード「放て!波Do拳」が収録されている。
これまでの本『II』シリーズ作品では相手をK.O.勝利ならびにタイムオーバー時では生き残っている側は、勝利ポーズを取るまでの間はニュートラル動作が完全硬直するが、本作のみ他作品（『ZERO』シリーズや『III』シリーズ）同様ニュートラル動作が動く仕様となっている。
各キャラクターの「ニュージェネレーション」でのボイス（『ストリートファイターIV』シリーズで担当）は次の通り。
『スパIITURBO HD』同様背景のギミックが全撤廃され、全体のアニメーションも簡素なものになっている。
- リュウ、殺意の波動に目覚めたリュウ - 高橋広樹
- ケン、洗脳されたケン - 岸祐二
- エドモンド本田 - 永野善一
- 春麗 - 折笠富美子
- ブランカ - うえだゆうじ
- ザンギエフ - 三宅健太
- ガイル - 安元洋貴
- ダルシム - 江川大輔
- バイソン - 鶴岡聡
- バルログ - 諏訪部順一
- サガット - 遠藤大輔
- ベガ - 若本規夫
- サンダー・ホーク - 奈良徹
- フェイロン - 中村悠一
- ディージェイ - 浜田賢二
- キャミィ - 沢城みゆき
- 豪鬼、真・豪鬼 - 武虎

## コレクション作品
家庭用ゲーム機で発売されたタイトルにはストリートファイターIIシリーズを一つのパッケージにまとめたコレクション作品が存在する。

### ストリートファイターコレクション
1997年9月18日にセガサターン用タイトル、1997年10月23日にPlayStation用タイトルとして発売。日本国外でもStreet Fighter Collectionの名称で販売された。
『スパII』『スパII X』のCD-ROMと『ストリートファイターZERO2'』のCD-ROMの2枚組。
PlayStation版は基本的にはセガサターン版と同様だが、一部相違点がある。
2014年12月3日よりゲームアーカイブスにて『ストリートファイターZERO2'』名義で配信が行われたが、内容は単体ではなく『コレクション』の方を再現した『ZERO2'』『スパII』『スパIIX』の3本セットになっている。

### カプコンジェネレーション・第5集〜格闘家たち〜
1998年12月3日にカプコン クラシックス コレクションの一つとしてセガサターン用およびPlayStation用タイトルで発売。日本国外ではStreet Fighter Collection 2の名称で販売された。
カプコンの旧作タイトルを当時の現行機種にて低価格リリースするシリーズで、『II』『II'』『II' TURBO』がセット。ほぼアーケード版の完全移植といった出来栄えで、スーパーファミコン版などで再現できなかった要素も完全再現されている。また、アーケード版にあったいくつものバグ技の中から、ガイルの真空投げのみ可能となっている。
オプションにてBGMをオリジナル (CPS1) 音源と3DO版のアレンジ音源との2種類から選択可能となっている。
一定の条件を満たすと『II』『II'』『II' TURBO』のキャラクターで対戦が可能となる対人戦専用モード「SUPER VS. MODE」が出現する。作品ごとに性能が異なるキャラクター同士の対戦が可能。『II』仕様の同キャラ対戦も可能になっており、この場合の2Pカラーは『II'』と同じカラーになる。なおその際、『II』の2Pカラーと『II'』の2Pカラーの同時選択は不可能である。また『II』および『II'』の1Pと『II'TURBO』の2Pカラーの同時選択も不可能である（例：リュウの場合、赤ハチマキ白道着カラーが従来カラーであるが、どちらかが先にこのカラーを選択した場合にはもう一方は『II'』カラーである青ハチマキ黒道着か『II'TURBO』カラーである白ハチマキ白道着のどちらかしか選べなくなる）。
全モード共通でトレーニングモードおよび対戦相手をCPUにした1人プレイ専用のCPUバトルモードが追加されている。
『II』仕様の四天王はプレイヤー操作キャラクターとして選択できない一方、トレーニングモードおよびCPUバトルモードでの対戦相手側としての選択は可能である。
2016年1月6日から2月2日にPlayStation Plus会員向けのフリープレイとしてゲームアーカイブス版（PlayStation 3/PlayStation Vita/PSP）が先行配信され、2月3日から一般配信された。『THE WORLD WARRIOR』、『CHAMPION EDITION』、『TURBO HYPER FIGHTING』の3作品が収録されているほか、設定集やトレーニングモードなどが加されている。
難易度を問わず、3タイトルの中のいずれかをノーコンティニューでクリアすることで、敵キャラクターのCPUが強化された「CPU BATTLE」がクリアしたタイトルのモード選択画面に追加される。

### ハイパーストリートファイターII -The Anniversary Edition-
2003年12月18日にPlayStation 2用タイトルとして発売。2004年1月28日にアーケード用タイトルとして稼働。2004年10月9日に配信開始。日本国外でもHyper Street Fighter II The Anniversary Editionの名称で販売された。
システムは『スパII X』に準拠し、『II』から『スパII X』までの全シリーズ（下から順にNORMAL、DASH、TURBO、SUPER、SUPERXが選択、日本国外ではNORMAL、CHAMP、TURBO、SUPER、SUPERTの順）の最終バージョンにおけるキャラクターを使用可能であり、「初代『ストII』のリュウと『スパII』のケン」というように、作品の垣根を超えたキャラクター同士の対戦も可能である。『スパII』『スパIIX』のキャラクターカラーは前作と同じで、『II'』『II' TURBO』のキャラクターカラーはオリジナルに準拠している。またキャラクターボイスは『II』（ノーマル） - 『II' TURBO』と『スパII』『スパIIX』の2種類で各仕様選択時に各々決定され、同様に攻撃を繰り出した際のヒット音やガード時の効果音、投げ技などの掛け声（『II' TURBO』以前で無言の場合はそれに準する）も先述の通りになる。ただし、攻撃を繰り出した際の風切り音は『スパII』以降の音に統一されている。
CPU豪鬼の乱入は、乱入無しのものと同様にベガステージBGMとマントを羽織った状態にてCPUベガが現れ、「ROUND1 FIGHT!」コールがされた後に、CPU豪鬼が出現する（ただし、体力ゲージにある顔と名前は既に豪鬼のものになっている）。BGMは豪鬼のものに切り替わり、暗転が明けた時にはベガは既に仰向けに倒れている。
香港の国旗がイギリス統治時代の旗（香港旗）から中華人民共和国の国旗になった（1997年にイギリスから中国へ返還されたため）が、ザンギエフのものはソビエト連邦の国旗のままである。
アーケード版『ストリートファイターII』シリーズの中で、唯一1本先取から3本先取までオペレーターが設定を変更できる。本作ではピンチ時のBGMがビハインド側にとって負けたら最終ラウンドになる場合でのみ切り替わる仕様となっている。なおリード側がそのラウンドを落としてもまだ次がある場合はリード側がピンチになってもBGMは切り替わらない。また両者共々最終ラウンドになる場合は従来通りどちらかが先にピンチになればBGMは切り替わる。
1人プレイ時の乱入可能状態の表示がこれまで「PUSH START」であったのが家庭用版移植作品同様の「PRESS START」に変更されている。
本作は日本国外版のみ通常のCPシステムII向けBボードでリリースされ、日本国内では主にリース用に使用されていた1枚基板タイプのCPシステムII（黒いケースで包まれており、フラッシュROMを使用）としてリリースされている。

#### PlayStation 2版
PlayStation 2版にはアニメ映画『ストリートファイターII MOVIE』が収録されているが、ゲームソフトの一部としてのおまけなので、ソニーのゲームガイドラインに従い、春麗のシャワーシーンはカットされている。CEROレーティング15歳以上対象。
キャラクターの動きの一部に、オリジナルと違う部分がある（アーケード版では解消されている）。カプコレ版ではサガットの硬直が長いバグなどが修正されている他、波動拳やソニックブームなどの飛び道具を撃つ際に出る風切り効果音がこれまで「SUPER」「SUPER X」モードのみであったのが、モード不問で全て出るように修正された（アーケード版では「SUPER」「SUPER X」モードのみ風切り効果音が出る）。
メモリーカードには非対応になっている。
オプションでBGMをCPSI・CPSII・ARRANGEから選択することができる。特にCPSIには『スパII』以降に追加された5人のステージBGMも新たに追加対応されている。
2008年9月18日には『ハイパーストリートファイターII アニバーサリーエディション ヴァンパイア ダークストーカーズコレクション バリューパック』として、本作と『ヴァンパイア』のカップリング作品が発売。先着購入特典としてDVD「ストリートファイターII&ヴァンパイア アーケードエンディングギャラリー」が配布。

#### Xbox版
2004年10月28日に『ストリートファイターアニバーサリーコレクション』として発売。
『ハイパーII』『ストリートファイターIII 3rd STRIKE』が1本にまとまったソフト。ともにネット通信対戦対応（通信対戦はサービス終了しているが、ローカルでのプレイはXbox 360にも対応）。

### ストリートファイター 30th アニバーサリーコレクション インターナショナル
2018年10月25日にNintendo Switch、PlayStation 4、Xbox One、Steam向けに発売。日本国外ではStreet Fighter 30th Anniversary Collectionの名称で販売された。
開発はDIGITAL ECLIPSE。アーケード版12タイトルの中に『II』『II'』『II' TURBO』『スパII』『スパIIX』を収録。『カプコンジェネレーション』や『ストリートファイターコレクション』のものとは違い、完全にアーケード版そのままとなっている。そのためアーケード版のバグ技もそのまま使用可能となっている。パッケージ版のみ特典として「ALL ABOUT ストリートファイター 30周年復刻版」が同梱される。

## オムニバス作品
カプコンが発売した複数タイトルのうちの一つとしてストリートファイターIIシリーズが収録されたタイトルが存在する。
カプコン クラシックス コレクション
2006年3月2日にPlayStation 2用タイトルとして発売。PlayStation・セガサターンで発売された『カプコンジェネレーション』シリーズ5作に6タイトルを追加した計22タイトルを収録している。22タイトルの中に『II』『II'』『II' TURBO』が収録されている。PlayStation版の移植のため、対戦の前後にディスク読み込みがある。
同年9月7日にはPlayStation Portable用タイトルとして発売。PlayStation 2版と同様『カプコンジェネレーション』シリーズ5作に新たな3タイトルを追加した計19タイトルを収録している。19タイトルの中に『II』『II'』『II' TURBO』が収録されている。携帯ゲーム機の中では最もアーケード版に近い移植が行われた。条件を満たすことで「得点アップ」、「攻撃力アップ」のチートを使うことができる。PlayStation版の移植のため、ディスク読み込みがあるのが難点（特にPSP-1000はかなり長い）。なお本作にはBGMをアレンジバージョンに変更する機能があるが、BGMをアレンジバージョンに変更することで合わせてキャラクターの音声やラウンドコールの音声がアーケード版よりも高音質なものに変わる。
日本国外ではCapcom Classics CollectionとしてPlayStation 2用のほか、Xbox用タイトルとしても発売された。また日本国外ではVol.2が発売され『Super Street Fighter II Turbo』（『スパII X』の欧米版）が収録されている。
カプコンアーケード
iPhone/iPod touch用タイトルとして配信。
アプリ内の仮想ゲームセンターに設置されている筐体として移植されている。アプリの機能として難易度を下げたモードが用意されたり、攻略を助ける追加アイテムを購入したりできる。
ストリートファイターII
2010年11月4日に配信開始。
PlayStation版をベースとした移植がされている。必殺技ボタンが追加され、各キャラクターに割り振られた必殺技1つを1ボタンで出すことができる。画面の大きさが足りないことから、中パンチ・中キックボタンと必殺技ボタンはいずれか片方しか使用できない仕様になっている。これらは設定で選択でき、画面内のレバーやボタンの配置はある程度自由に変更が可能。
ストリートファイターII'
2010年12月16日に配信開始。
ストリートファイターII' TURBO
2011年7月28日のアップデートにて追加。
ストリートファイターIIコレクション
2011年9月15日にiPhone/iPod touch用タイトルとして配信開始。
『II』『II'』『II' TURBO』を収録。『カプコンアーケード』に収録されたものをベースに、操作性を改善している。必殺技ボタンが弱・中・強の3つになり、レバーと組み合わせて押すことで複数の必殺技を出すことができる。また、必殺技ボタンと中パンチ・中キックボタンを両立することができる。
そのほか、Nintendo Switch、PlayStation 4、Xbox One、Steam向けに以下のタイトルが配信されている。
カプコンアーケードスタジアム
2021年2月18日配信開始。アーケード版『II』『II' TURBO』『スパIIX』を収録。
カプコン ファイティング コレクション
2022年6月26日配信開始。アーケード版『ハイパーII』を収録。日本国外版への切り替えも可能。
カプコンアーケード2ndスタジアム
2022年7月22日配信開始。アーケード版『ハイパーII』を収録。

## サウンドトラック
- 『ストリートファイターII -G.S.M.CAPCOM 4- / アルフ ライラ』ポニーキャニオン、1991年3月21日発売。
- 『ストリートファイターII イメージアルバム -G.S.M.CAPCOM- / アルフ ライラ』ポニーキャニオン、1991年11月21日発売。
- 『バース -G.S.M.CAPCOM 6- / アルフ ライラ』ポニーキャニオン、1993年2月19日発売。
  - 『II'』の四天王エンディングとスタッフロールのアレンジバージョンを収録。
- 『スーパーストリートファイターII アーケードゲームトラック』ソニーレコード、1994年1月21日発売。

## ゲーム以外のメディア展開

### 映画

#### 1994年実写映画
『STREET FIGHTER』（1994年、アメリカ）
興行成績は全米興行収入3300万ドル、日本配給収入3億円。
アメリカ軍人という理由でガイルが主役に据えられ、ジャン＝クロード・ヴァン・ダムが演じた。元々はヴァン・ダムとジャッキー・チェンとの共演作として企画され、ジャッキーがフェイロンを演じる予定だったが、契約上の問題により実現しなかった。この映画をゲーム化したアーケードゲーム『ストリートファイター ザ・ムービー』も登場し、家庭用では別物の『ストリートファイター リアルバトル オン フィルム』も発売された。

#### 1994年アニメ映画
『ストリートファイターII MOVIE』（1994年、日本）
アニメ映画。この映画をさらにゲーム化した『ストリートファイターII ムービー』も発売された。

##### オリジナルサウンドトラック
Street Fighter II Original Sound Track
Sony Recordsより1994年8月1日に発売。
Bonus Track-A Riddle/GOUKI theme 収録。
（Qサウンド使用によりトラックダウン）
Street Fighter II Original Sound Track vol.2 Original Score Album
Sony Recordsより1994年11月21日に発売。
Bonus Track-恋しさとせつなさと心強さとQ Sound Mix Version 収録。

#### よみがえる藤原京
『ストリートファイターII よみがえる藤原京 時を駆けたファイターたち』
1995年3月29日 - 5月21日に『ロマントピア藤原京'95』のCAPCOMブースで上映された劇場作品。キャラクター原案は西村キヌ。
2004年に漫画『ストリートファイターII-RYU』と共に『ストリートファイターII RYU VS. よみがえる藤原京』に収録されて発売された。
ストーリー
亀石によって突如起こった時空嵐で1300年前にタイムスリップしたリュウ、ケン、春麗、本田は、急速な時間の流れの中、藤原京の栄枯を体験する。
キャスト
- リュウ - 大塚明夫
- ケン - 難波圭一
- 春麗 - 富沢美智恵
- エドモンド本田 - 郷里大輔
- 祈祷の老婆 - 峰あつ子
- その他 - 中嶋聡彦、松尾貴司、伊崎寿克、池田優こ、川中子雅人、斎藤周、早矢仕裕之

スタッフ
- 製作総指揮 - 辻本憲三
- 製作 - CAPCOM
- プロデューサー - 坂井昭夫、朴谷直治
- アシスタントプロデューサー - 鍵山裕一
- 制作進行 - 藤原浩幸
- アニメーション制作 - スタジオぴえろ
- キャラクター原案・デザイン - CAPCOM
- 作画監督・藤原京キャラクターデザイン - 都留稔幸
- 演出 - 横山広行
- 藤原京監修 - 黒崎直
- 監督・脚本 - 鳥海永行

#### ザ・レジェンド・オブ・チュンリー
『ストリートファイター ザ・レジェンド・オブ・チュンリー』（2009年、アメリカ）
春麗を主人公に据えたストーリーの映画。米国の映画配給会社であるハイドパーク社とカプコンが共同会社を起こし制作。カプコンのウェブサイト上で2006年10月31日に発表された。

#### 実写Webドラマ
『Street Fighter: Legacy』
2010年5月に配信された自主制作ショートムービー。俳優のジョーイ・アンサーによってプロジェクトが組まれ製作され、この作品がカプコンに認められたことで『Assassin's Fist』への製作と繋がった。
『Street Fighter: Assassin's Fist』
2014年5月23日よりYoutube配信の実写ドラマ。全12話+Episode0。オプションで日本語字幕あり。日本国内ではこれらを1本にまとめ、『ストリートファイター 暗殺拳』として2014年8月2日にヒューマントラストシネマ渋谷で特別劇場公開が行われた。2014年10月2日に未公開シーンを追加したDVD『ストリートファイター 暗殺拳 コンプリートエディション』が発売。

キャスト
- 剛拳：小家山晃
  - 若き日の剛拳：尚玄
  - 剛拳（11歳）：ビクター・ホワ・ファム

- ケン：クリチャン・ハワード
  - ケン（12歳）：シメオン・ツォロフ

- リュウ：マイク・モー
  - リュウ（12歳）：ザン・チョン・ダンク
  - リュウ（5歳）：ウーコン・ハイアン

- 轟鉄：伊川東吾
- ケンの父：マーク・キリーン
- ゴウマ：伊川東吾
- 仙蔵：ハル・ヤマノウチ
  - 若き日の仙蔵：ハイクワーン・グエン

- 豪鬼 / アクマ：ジョーイ・アンサー
  - 若き日の豪鬼：ガク・スペース
  - 豪鬼（11歳）：ホアン・チョン・ハン

- サヤカ：玄里
  - サヤカ（11歳）：トゥアン・グエン

### テレビアニメ
- ストリートファイターII V（1995年、日本）
- ストリートファイター USA（英語版）（1995年 - 1997年、アメリカ）
主人公のガイルが正義の格闘家チーム「ストリートファイター」を率いて悪の組織シャドルーと戦う内容。日本では2019年に日本語版字幕付きで動画配信サービスで配信開始[78]。

### ドラマCD
春麗を主人公としたドラマCDが東芝EMI（現EMIミュージック・ジャパン）より発売されている。3巻のエンディングで4巻の発売を匂わせていたが、販売は全3巻で終了している。
1. ストリートファイターII 春麗飛翔伝説（1992年7月14日）
2. ストリートファイターII 復讐の戦士（1992年12月16日）
3. ストリートファイターII -魔人の肖像-（1993年7月14日）

- キャスト
  - 春麗：冬馬由美
  - リュウ：島田敏
  - ベガ：銀河万丈
  - バルログ：速水奨
  - 烈：青野武
  - ケン：関俊彦
  - サガット：大塚明夫
  - ガイル：若本規夫
  - バイソン：郷里大輔
  - ダルシム：龍田直樹
  - 春麗の父：中尾隆聖
  - 所長：上田敏也
  - 崑崙：草尾毅
  - 李妖狗：千葉繁
  - ナッシュ：中村大樹
  - 部下：津久井教生
  - 警官：鈴木琢磨
  - 老婆：巴菁子
  - アナウンサー：菊池貴子
  - ナレーション：玄田哲章

ストリートファイターII外伝 〜キャミィ・闘いの序曲〜
キャミィを主人公としたドラマCD。
- キャスト
  - キャミィ：三石琴乃
  - ウォーレン少佐：関俊彦
  - ウルフマン大佐：内海賢二
  - ゴメス：池田秀一
  - イザベル：井上喜久子
  - 情報部の男：星野充昭
  - コンピューターの声：くればやしたくみ
  - 男1：小形満
  - 男2：宇垣秀成
  - ディーラー：菅原淳一
  - ナレーション：政宗一成

### 漫画
ストリートファイターII -RYU
神崎将臣作。『ファミリーコンピュータMagazine』に連載。
『ストII』の世界が作者のフィルターを通しシリアスを主体に描かれた。本格的なストーリーを持つ『ストII』の漫画は、本作と後述の中平正彦作『キャミィ外伝』が並ぶ。
リュウとケンの師匠の「剛拳」はこの作品が初出。後に増補版が発売された。全2巻で一度完結しているが『II'』の発売に伴い「蜃気楼編」として連載が再開され（3巻）、ゲーム版の新要素である2Pカラーの自分自身との同キャラ対決がテーマとなっている。
ストII爆笑!!4コマギャグ外伝
ゲームのキャラクターを登場人物にした4コマギャグ漫画。橋口隆志作。『月刊コロコロコミック』に連載。
ストII4コマ笑龍拳
4コマギャグ漫画。よしむらひでお作。『コミックボンボン』に連載。
ストII4コマ大行進!
『デラックスボンボン』での水戸いずみ、御童カズヒコ、佐藤元（もしくは水戸、佐藤、有賀ヒトシ）三者の4コマ漫画の複合連載枠。それらの作品をまとめた同名の単行本も発売された（かみやたかひろ、岩村としやの作品も収録）。
スーパーストリートファイターII キャミィ外伝
中平正彦作。『週刊少年サンデー増刊』に連載。キャミィを主役とし、ゲームの設定を下敷きにストーリーが描かれた。
作者の中平正彦はこの作品を端緒として、後もストリートファイターシリーズのコミカライズを手がけている。
SUPER STREET FIGHTERII X 外伝
伊藤真美作。新声社『コミックゲーメスト』1995年7月号 - 1996年3月まで連載。8話のオムニバス。単行本は1巻だけ発行しているが、フェイロンが主役の漫画があった2巻以降は発行していない。
括弧内のキャラクター名は作品の主役。
- 第一話：闘いの予感（リュウ）
- 第二話：刺客!前編（春麗）
- 第三話：刺客!後編（春麗）
- 第四話：親友（ガイル）
- 第五話：放たれた美獣（キャミィ）
- 第六話：明かされた過去（キャミィ） - 第五話の続編
- 第七話：約束の大地（T・ホーク）
- 第八話：闘いの先に見えざる者（ケン、E・本田）

作者の伊藤真美は、この作品の前に新声社から1994年12月20日発行している『ストリートファイターIIコミックアンソロジー』でもイラスト（リュウ、ケン、T・ホーク、キャミィ）と短編漫画『ホリディ・マーチ』（キャミィ、春麗、フェイロン）を執筆している。
SUPER STREET FIGHTERIIX HARD SPIN OFF
伊藤真美作。徳間書店。『SUPER STREET FIGHTERII X 外伝』を単行本未収録込みの全話と1部のアンソロジーコミック収録した完全版。出版社をかえ、単行本が2冊発売された。
シャドルーのベガさん
大和田秀樹作。スクウェア・エニックス『月刊ビッグガンガン』にて2013年Vol.11から2014年Vol.11まで連載された。
ケンガンアシュラVS.STREET FIGHTER
原作：サンドロビッチ・ヤバ子、作画：だろめおん。『ケンガンアシュラ』とのコラボ作。『週刊少年サンデー』2014年36・37合併号&38号に前後編で掲載。

### 小説
ストリートファイターII キャミィヒストリー 雨の日に拾った子猫
著：皆川ゆか、イラスト：うるし原智志。ワニブックス刊。全2巻。
ストリートファイターII SAGA
著：碧星タケル、イラスト：うるし原智志。ワニブックス刊。「昇龍激闘篇」、「明王降臨篇」の全2巻。
ストリートファイターII（外伝）
著：いさき玲衣、イラスト：ことぶきつかさ。ゲーメストΖ文庫刊。「ウルティメット・タワーズ」、「ロンドン・クライシス」の全2巻。

### ゲーメスト関連
いずれも新声社より発売。
書籍
- 月刊ゲーメスト10月号増刊 ストリートファイターII（1991年3月10日）
- 月刊ゲーメスト9月号増刊 ストリートファイターIIダッシュ（1992年9月30日）
- 月刊ゲーメスト2月号増刊 スーパーストリートファイターII（1994年2月19日）
- 月刊ゲーメスト7月19日号増刊 スーパーストリートファイターIIX（1994年7月19日）
- ゲーメストムックvol.1 サウンドコンプリート スーパーストリートファイターIIX（1994年11月7日）

ビデオ
- スーパーストリートファイターII The New Challengers（1994年3月5日）ISBN 4-88199-107-8
- スーパーストリートファイターII X Grand Master Challenge（1994年6月11日）ISBN 4-88199-116-7

### コラボレーション
『ストリートファイターII』を対象にしたものを記載。
佐賀県
佐賀県の地方創生プロジェクト「サガプライズ!」の一環としてコラボレーション企画「ストリートファイター佐賀」が実施され、東京・銀座の銀座プレイスでコラボ名産を販売する「佐賀ット商店」が2018年1月22日 - 28日に期間限定オープンした。佐賀と急速に距離を縮めているタイ出身であり、佐賀と相性の良い語感を持つサガットが観光大使に就任し、佐賀ット商店の店長として佐賀県の名産品の魅力を発信する。

トランスフォーマー
2018年5月26日に、『ストリートファイター』30周年を記念してタカラトミーからリュウ、ベガ、ケン、春麗をモチーフにした変形フィギュアが発売。タカラトミーの開発チーム内の『ストII』ファンの意見も取り入れて作られており、エネルゴンを求めて『ストリートファイターII』の世界にやってきたトランスフォーマーたちがファイターたちをスキャン（擬態）したという設定で、コンボイがリュウ、メガトロンがベガ、ホットロディマスがケン、アーシーが春麗に扮している。
ザ・リーサルウェポンズ
2020年9月11日、配信ライブ「しんの ワンマン へのみちは まだ とおい・・・はいしん あるのみ!!」でコラボ。作中の背景画面を演出に使いカプコンが全面協力した。
サントリー
サントリーの商品「THE STRONG 天然水スパークリング」とのコラボ。特設サイトの2次元バーをスマートフォンで読み取りアクセス、起動したカメラで対象商品を読み取ることでARゲーム「ストロングファイター」をプレイすることができた。ボーナスステージを基にしたゲームでリュウ、春麗で氷山を破壊しボトルを取り出す内容。またコラボパッケージの商品、特別動画の作成、「サントリー THE STRONG バキバキストロング杯」の特別協賛を行った。

ポッキー
江崎グリコのお菓子ポッキーとのコラボ、「Street Fighter II POCKY EDITION」としてインターネットで公開。公開期間は2023年12月5日から2024年7月31日まで。特別ルールとして「Pocky K.O」があり体力ゲージが一定の数値で相手をK.Oすると2ラウンド勝利と同じ扱いになる。Pocky K.Oで特別エンディングが見れる。
狩野英孝
ポッキーコラボに追加してのコラボ、本人を基にしたオリジナルキャラクター「EIKO」が参戦。キャラクターボイスは本人が務めた。オリジナル必殺技は「ローズセレモニー」（波動拳）、「エイコーゴー」（昇龍拳）。公開期間は2024年2月28日から5月27日まで。
スシロー
回転寿司スシローとのコラボ、「スシロー × Street Fighter」（サイト内では『Sushiro Fighter』）としてインターネットで公開。公開期間は2024年7月24日から9月1日まで。
笑福亭鶴瓶
スシローコラボに追加してのコラボ、本人を基にしたオリジナルキャラクター「お得神つるべ」が参戦。リュウと同じ道着に黄色い帯とグローブを着用している。

### その他

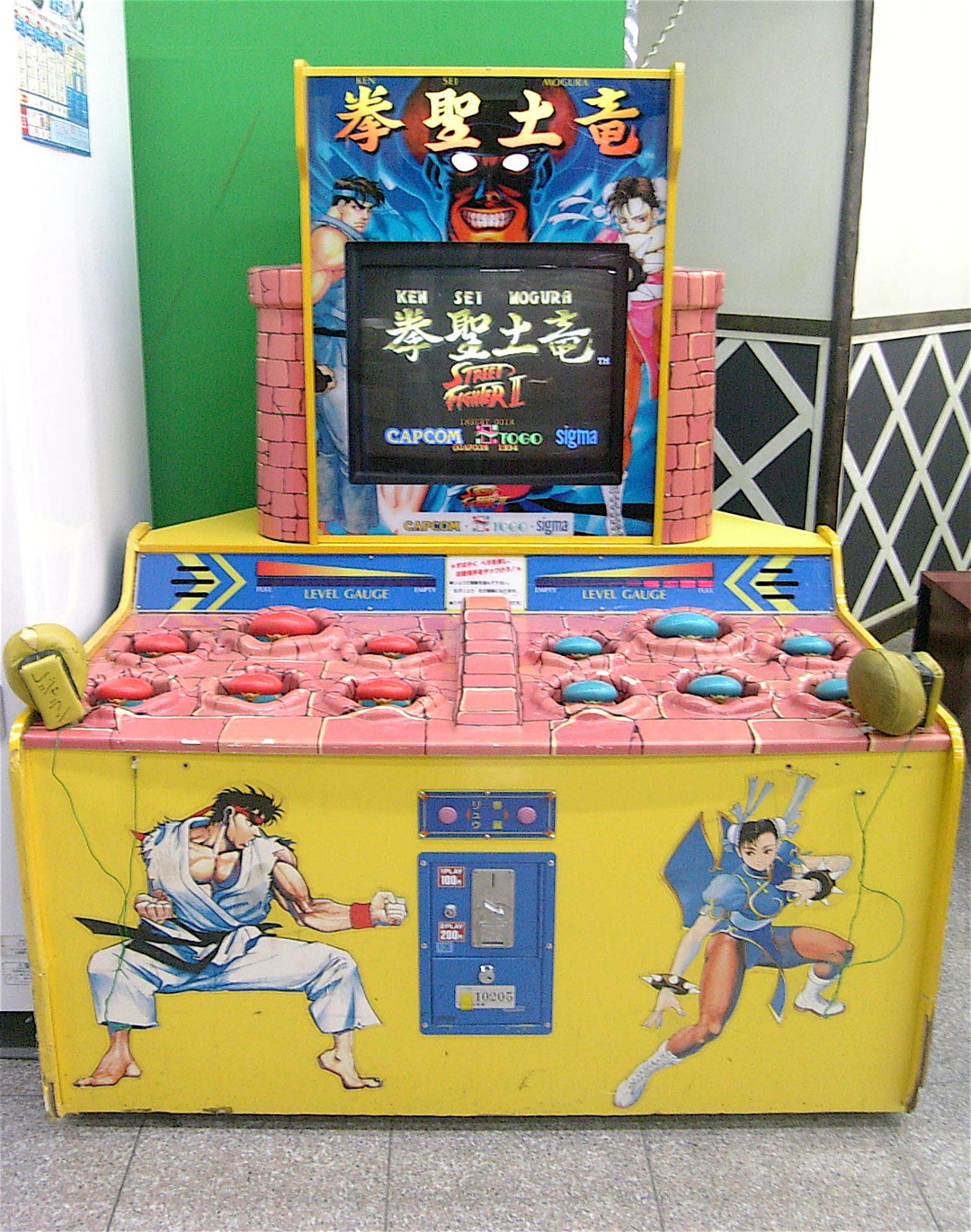
拳聖土竜

拳聖土竜（けんせいもぐら）
本作をモチーフにしたモグラ叩きゲーム。トーゴ、シグマとの共同開発作品。
6箇所から顔を出すベガを叩くと、モニターに表示されるリュウや春麗が必殺技を出す。この作品で春麗の声を担当した宮村優子は、『ZERO』シリーズや『X-MEN VS. STREET FIGHTER』を始めとするVSシリーズでも春麗の声を担当することになった。
CRフィーバーストII
本作をモチーフにしたパチンコ機。『ポケットファイター』に使われていた2頭身のキャラクターグラフィックを使用（『ポケットファイター』に登場していないキャラクターは作り下ろし）している。PlayStation用ソフト『FEVER4 SANKYO公式パチンコシミュレーション』では、リュウや春麗とこのパチンコで勝負することができる。
ストリートファイター2
本作をモチーフにしたパチスロ機。
カードダス
『ストII』の全シリーズがカード化された。『ストリートファイターII MOVIE』や『ストリートファイターII V』を扱ったものも存在する。
春麗にまかせチャイナ
本作をモチーフにしたパチスロ機。
ピンボール版ストリートファイターII
本作をモチーフにしたゴッドリーブ社製作のピンボール。国内ではタイトーが販売したが、輸入台数が非常に少なかった。得点プレートに描かれている春麗がアメコミ風に描かれている。
妄想コントローラー
十字キーと2つのボタンが付いたコントローラーを操作して、時間内に規定数の必殺技を出すという内容の玩具。音と操作感覚のみで楽しむため、テレビへの接続はできない。全3種類あり、それぞれ収録されているキャラクターが異なる。なお音声はスーパーファミコン版のものが用いられている。

## 反響
本作は小学生から上は若年の社会人に至るまで幅広い年齢層に支持され、本作の筐体を多く設置する店や、本作のみを設置した店が現れるなど、インベーダーブーム以来の様相となった。本作は多くのコンシューマ機にも移植され、専用コントローラが発売されるだけではなく、その後発売されるゲーム機では、格闘用6ボタンを意識した配置のものが多くなった。このうち、スーパーファミコン版はアーケード版で魅力を知っていた小中学生を中心に支持された。この低年齢層が後年の格闘ゲームファンとなっていく。各キャラクターはプレイヤーの操作により生き生きと動き、またキャラクター間のバランスは続編の『ストリートファイターII'』（以下『II'』と表記）以降、綿密に調整され、対戦をより奥深いものとした。プレイ中の相手に対戦を申し込む「乱入対戦」と、いわゆる「対戦台」のスタイルを確立した作品である。
こうしたメディアミックスの結果、本作をプレイしていない層にまでキャラクター人気が波及。本作をパロディ化したマンガや同人誌も登場し、特に女性キャラクターである春麗は男性ハイティーン層に人気を博した。同人マンガ即売会は春麗のコスプレの女の子であふれかえった。アニメではこうしたキャラクター先行の人気は珍しいことではないが、ゲームセンター発祥のキャラクターでこの現象が起きたのは春麗が初めてとされている。
海外の人気も高く、日本より先に発売されたアメリカでは対戦大会がテレビ中継されており、ジャッキー・チェン出演で映画化という噂（デマ？）も飛ぶ。

### 偽造基板問題
人気が高い反面、1992年秋ごろからは世界各地で偽造基板も出回るようになり、カプコンが法的措置に乗り出した。
基板偽造の輸出にかかわったとされる香港のゲーム場運営会社ボンディール代表フレッド・ミルナーは、アメリカのコンピュータゲーム業界誌「リプレイ」からの電話取材の中で、アメリカなど著作権に厳しい国には偽造基板を輸出しなかったものの、南米など著作権に甘い国には輸出したことを話しており、プエルトリコも南米のうちに入っていると思っていたと述べている。
また、香港、台湾、イギリスでは警察による偽造基板販売業者への家宅捜索が行われたほか、逮捕者が出た例もあった。アーケードゲーム業界紙『ゲームマシン』445号（1993年3月15日）によると、たとえばイギリスでは当時1万台の『ストII』筐体が稼働しているが、うち6割は偽造基板だとされている。また、カプコンのアメリカ法人によって起訴されたアメリカの別の業者も有罪となった。

### 他作品への影響
コマンド入力をはじめとするシステムは今日における対戦型格闘ゲームの雛形となると共に多くのフォロワーを生み出している。ライターの仁科十蔵はこのような作品が多数生まれた背景について、『ストII』の人気が高すぎて筐体の前に長蛇の列ができてしまい、仕方なくほかの格闘ゲームに流れていったためだと推測している。このうち、データイーストの『ファイターズヒストリー』に対して、カプコンは訴訟を起こしており、最終的には和解している。